# Salontriebwagen der US-amerikanischen Besatzungsmacht in Deutschland
Die Salontriebwagen der US-amerikanischen Besatzungsmacht in Deutschland waren Dieseltriebwagen, die für deren führende Generäle unterwegs waren.

## Geschichte

### Reichsbahnfahrzeuge
Die vorrückenden US-Streitkräften beschlagnahmten die Fahrzeuge 1945 als Kriegsbeute. Drei davon wurden ins Reichsbahnausbesserungswerk Cannstatt gebracht und dort zu Salontriebwagen umgebaut. Wohl schon vorher waren die dreiteiligen Einheiten aus verschiedenen Ursprungs-Triebwagen zusammengesetzt, nachdem einzelne Wagen unbrauchbar geworden waren. Nach dem Umbau in Cannstatt unterstanden die Fahrzeuge dem Oberkommando der Landstreitkräfte.:5 Ein weiteres Fahrzeug, SVT 137 149, wurde in Nürnberg zu einem Salon-Triebwagen umgebaut:5, weitere Triebwagen zu Lazarettzügen. Die meisten betriebsfähigen Garnituren in den Westzonen fuhren für die US-Army.:10 1946 wurde dann noch der 137 232 bei der Maschinenfabrik Esslingen zum Salontriebwagen umgebaut und anschließend im Anhalter Bahnhof in Berlin für den Gebrauch des amerikanischen Militärs stationiert.:11, 15
Alle in Berlin stationierten Fahrzeuge konnten rechtzeitig vor der Berlin-Blockade – unter Mitnahme der dortigen Lok-Personale und der dort eingelagerten Ersatzteile – nach Frankfurt am Main abgezogen werden, so dass sich das Bahnbetriebswerk Frankfurt-Griesheim zu einem Zentrum der Instandhaltung für die SVT entwickelte. Auch die bis dahin schon im Bahnbetriebswerk Frankfurt/M1 stationierten Fahrzeuge wurden nach dort umbeheimatet. 1951 wurde diese Abteilung eine selbständige Dienststelle und vermutlich das erste Bahnbetriebswerk der Deutschen Bundesbahn, in dem keine Dampflokomotive beheimatet war.:16

### Neubauten

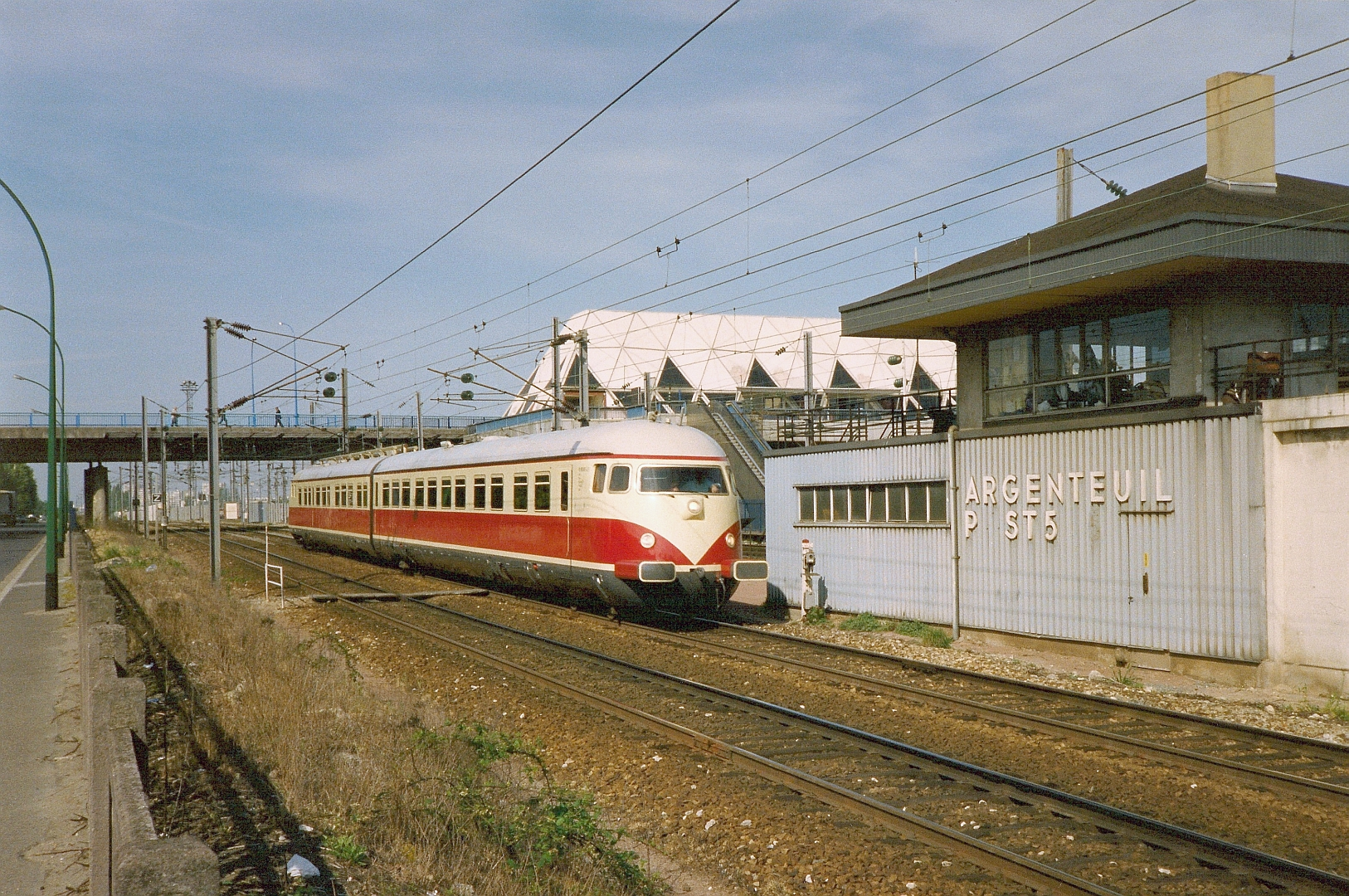
DB 608 801 auf der Pariser Ringbahn Grande Ceinture, 1990

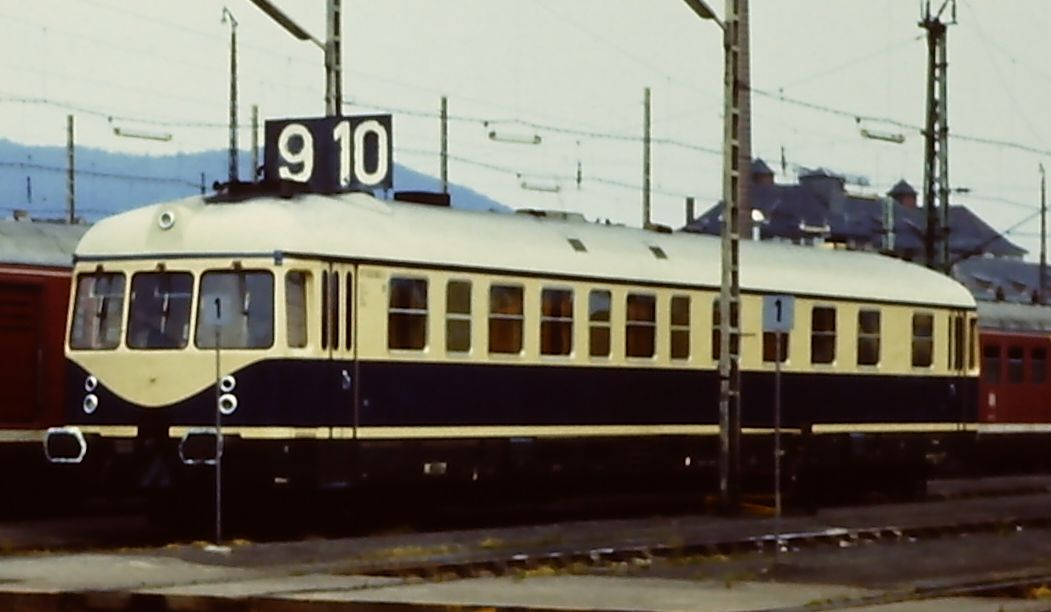
VT 33 803, neu: DB 633 803 in Heidelberg, 1983

Mitte der 1950er Jahre gab das United States Transportation Corps zunächst zwei Neubau-Triebwagen bei der Waggon- und Maschinenbau GmbH Donauwörth in Auftrag. Die beiden 1956 in Betrieb genommenen Fahrzeuge entsprachen baulich den Triebwagen der DB-Baureihe VT 08, allerdings ohne Mittelwagen.:16 1957 folgten drei weitere, die DB-seitig die Bezeichnung VT 33.8 erhielten. Insgesamt wurden fünf Salon-Triebwagen gebaut:16:
- VT 08 801
- VT 08 802
- VT 33 801
- VT 33 802
- VT 33 803

## Bezeichnung
Die als „Salon-SVT“ bezeichneten ersten drei Fahrzeuge erhielten zu Anfang die Betriebsnummern USA 2 22 222, USA 4 44 444:5 und USA 6 66 666:9, wobei die einstellige Ziffer, z. B. „2“ am Endwagen mit Speiseraum, die zweistellige Ziffer z. B. „22“ am Mittelwagen und die dreistellige Ziffer z. B. „222“ am anderen Endwagen angeschrieben war.:5
1947 erfolgte eine Umnummerierung nach einheitlichem Schema: Einer zweistelligen Gattungsnummer von 01 bis 19 folgte eine dreistellige Ordnungsnummer, deren erste Ziffer die Art der Kraftübertragung kennzeichnete.:12f

## Betrieb
Lokomotiv- und Bordpersonal waren Deutsche. Das Lokpersonal wurde anfangs zwangsverpflichtet.:5 Bei den dreiteiligen Einheiten waren immer zwei Triebfahrzeugführer und ein Bordmechaniker auf dem Zug, die auch anfallende Reparaturen vornahmen. War der Schaden größer, so wurden die Reparaturen im Reichsbahnausbesserungswerk Nürnberg durchgeführt, das auch während des Krieges dafür zuständig gewesen war, und deshalb über kundiges Personal und am ehesten über Ersatzteile verfügte.:9 In späteren Jahren wurde in solchen Fällen in der Regel einfach das nächste Bahnbetriebswerk angefahren.:20 Weil eine große Zahl von Einsätzen von Frankfurt am Main aus erfolgte, wurde auch im Bahnbetriebswerk Frankfurt/M. 1 der Triebwagenschuppen wieder in Stand gesetzt und der USA 6 66 666 dort beheimatet.:9
Die Salon-Triebwagen dienten in der Regel den höchsten US-Generälen, die sie auch öfter als fahrbares „Hauptquartier“ auf Truppenübungsplätzen nutzten. Für diese längeren Standzeiten erhielt USA 4 44 444 einen Dieselgenerator zur Stromerzeugung, die anderen Fahrzeuge Anschlussmöglichkeiten für den Anschluss ans örtliche Stromnetz. Die Salon-Triebwagen kamen aber auch zum Einsatz, wenn US-amerikanische Spitzenpolitiker die westlichen Besatzungszonen bereisten oder nach Berlin fuhren:9 oder amerikanische Stars im Rahmen der Truppenbetreuung in Deutschland unterwegs waren.:20 Fiel ein Triebwagen aus, so stellte die Bahn einen mit einer Dampflokomotive bespannten Ersatzzug, der dann aus je einem Salon-, Speise-, Schlaf- und Packwagen bestand.
Für die Reisen galt die Dienstvorschrift 470: Vorschriften bei Reisen bestimmter Personen (Reisen nach Sondervorschriften), die zum 1. Oktober 1954 neu herausgegeben wurde. Die Fahrten „hochgestellter Personen“ der Besatzungsmächte wurden durch weitere besondere Vorschriften geregelt und liefen immer unter Zugüberwachung.

## Einzelfahrzeuge
USA 2 22 222
Dieser Triebwagen war aus den ursprünglichen Teilen SVT 137 854a und SVT 137 277 b+c zusammengesetzt.:5 Der USA 2 22 222 („Special Diesel No. 222“:20) war oliv gestrichen. Er stand zunächst für den Kommandanten des Amerikanischen Sektors von Berlin im Anhalter Bahnhof bereit. Nach 1947 trug er die Nummer VT 06 108 a/b/c.:9 In den Zug wurde ein zusätzlicher vierachsiger Salonautoreisezugwagen (Nr. 10 026:33) eingestellt, ein umgebauter Güterwagen.:9 1947 übernahm der Militärgouverneur der US-amerikanischen Besatzungszone, Lucius D. Clay, der in Bad Homburg residierte, den Zug. Der stand nun im Bahnhof Bad Homburg ständig fahrbereit und der General nutzte ihn über das Empfangsgebäude des Fürstenbahnhofs Bad Homburg. Ab 1949 übernahm den Zug der US-Hochkommissar für Deutschland, John Jay McCloy. Nach einem elektrischen Kurzschluss in der Deckenbeleuchtung des Mittelwagens am 2. Februar 1951 brannte das im Bahnhof Bad Homburg abgestellte Fahrzeug aus. Ersetzt wurde es durch den vierteiligen SVT 06 106, der dafür bei Waggon- und Maschinenbau GmbH Donauwörth umgebaut wurde.:20 (Siehe auch: hier)
USA 4 44 444
Der Zug USA 4 44 444 hatte ursprünglich die Reichsbahn-Bezeichnung SVT 137 856:32 und wurde von der US-Armee oliv gestrichen. Genutzt wurde er vom jeweils kommandierenden General der United States Constabulary, zunächst von General Ernest N. Harmon, der in Bamberg stationiert war. Ab 1947 war der Triebwagen als SVT 06 109 im Bw Frankfurt/M 1 beheimatet, stand aber in Heidelberg Hauptbahnhof in Bereitschaft. Ab 1948 war das Bahnbetriebswerk Stuttgart zuständig. Dort diente er zunächst weiter dem führenden General der United States Constabulary, deren Führungsspitze nach dort verlegt worden war, nach deren Auflösung wurde er der 7. US-Armee zugeordnet.:20 1958 wurde das Fahrzeug ausgemustert.:32 (Siehe auch: hier)
USA 6 66 666
USA 6 66 666 hatte ursprünglich die Reichsbahn-Bezeichnung SVT 137 853:33 und erhielt einen silbernen Anstrich. Eventuell nutzte ihn zunächst US-Militär-Gouverneur Dwight D. Eisenhower.:5 Anschließend stand er General Clarence R. Huebner zur Verfügung. Später war das Fahrzeug den Spitzen des Hauptquartiers der US-Army in Europa zugeteilt.:20 Es wurde nach 1955 ausgemustert.:20 (Siehe auch: hier)
SVT 04 101
Der SVT 137 149 war zunächst bei der Reichsbahndirektion Nürnberg stationiert und erhielt 1947 die neue Bezeichnung SVT 04 101. Das Fahrzeug diente ab 1951 den Spitzen des Hauptquartiers der US-Army in Europa,:20 wurde mehrfach umbeheimatet,:33 1955 an die Deutsche Bundesbahn gegeben, wurde aber von dieser noch im gleichen Jahr ausgemustert und verschrottet.:21, 33
SVT 04 106
SVT 04 106 (DR-Nummer: SVT 137 231:32) war ab 1952 in Kaiserslautern Hauptbahnhof stationiert und für die Spitzen des dort und in der Umgebung stationierten US-Militärs im Einsatz. 1955 wurde er gegen den SVT 04 107 ausgetauscht.:20 Nachdem das Fahrzeug 1955 an die DB zurückgegeben worden war, wurde es 1958 an die Deutsche Reichsbahn verkauft.:21
SVT 04 107
SVT 04 107 (DR-Nummer: SVT 137 232:32) war ab 1951 in Stuttgart stationiert und für die 7. US-Armee im Einsatz. 1955 wurde er gegen den SVT 04 106 ausgetauscht.:20 Nachdem das Fahrzeug 1955 an die DB zurückgegeben worden war, wurde es 1957 ausgemustert:32 und 1958 an Deutsche Reichsbahn verkauft.:21
SVT 06 106

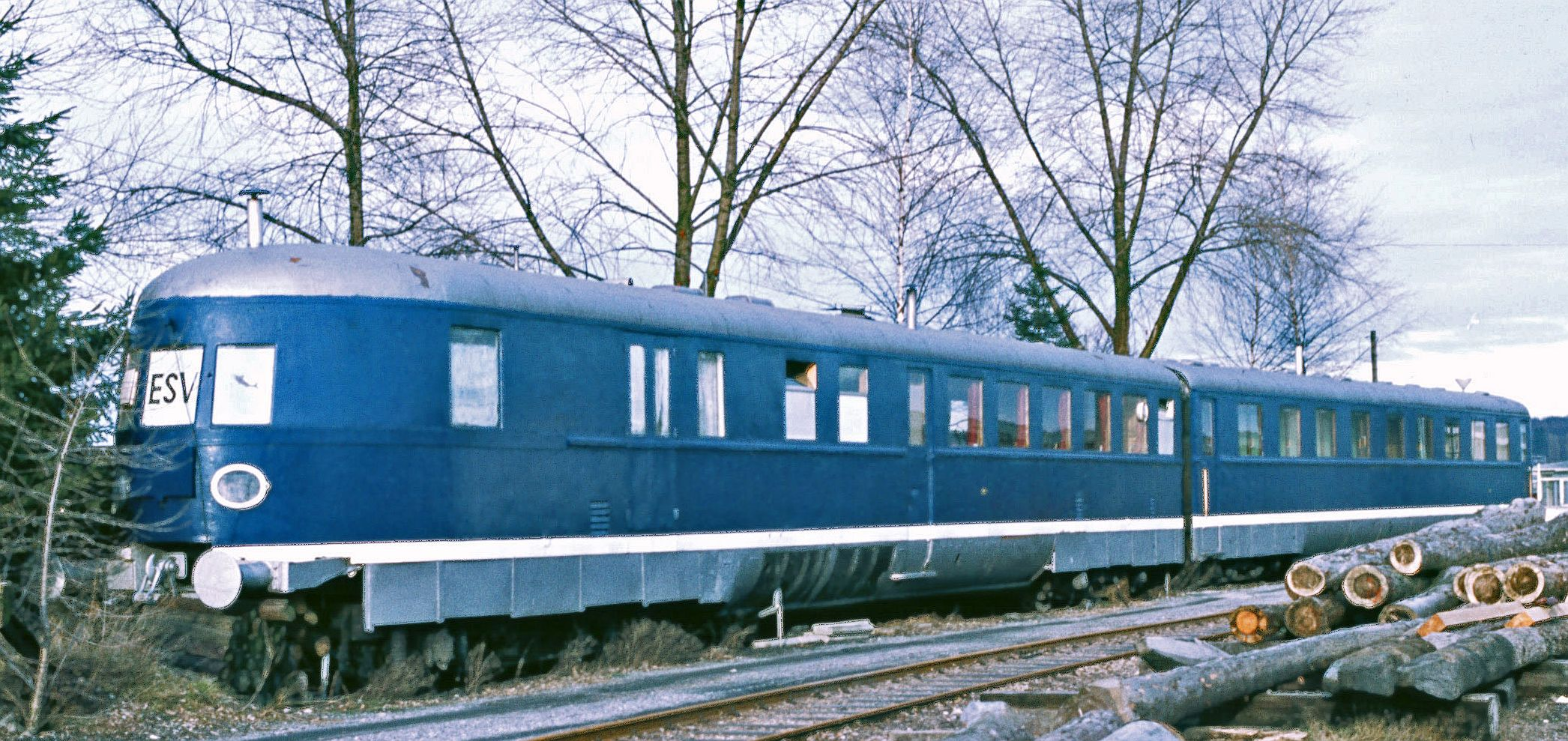
Ehem. SVT 06 106 in Konstanz, April 1979

SVT 06 106 (DR-Nummer: SVT 137 851:32) war ursprünglich vierteilig und wurde – nachdem der SVT 06 108 a/b/c 1951 ausgebrannt war, als Ersatzfahrzeug ausgewählt. Er wurde dafür bei der Waggon- und Maschinenbau GmbH Donauwörth in einen dreiteiligen Triebwagen umgebaut und entsprechend ausgestattet.:20 Von allen Salon-Altbautriebwagen blieb er am längsten im Dienst und stand ab 1955 dem US-Botschafter als Salonzug zur Verfügung, erhielt 1956 einen einheitlich blauen Anstrich, kam 1960 zum Bahnbetriebswerk Köln-Nippes und wurde 1963 als letzter der Vorkriegs-SVT bei der DB ausgemustert.:21 1964 wurde er dem „Verband der Deutschen Eisenbahner-Sportvereine“ übergeben, der je einen Teil des Zuges stationär in Konstanz und Lübeck-Travemünde verwendete.:21 Zu den Salontriebwagen der US-amerikanischen Botschafter siehe hier.
VT 08 801 und 802
Die Fahrzeuge wiesen eine zulässige Höchstgeschwindigkeit von 140 km/h auf. Die Lackierung erfolgte zunächst in Grün, seit 1973 in den TEE-Farben Beige und Rot. Der Triebwagen VT 608 801 (Spitzname: „Der General“) war bis 1990 als Reise- und Repräsentationszug des jeweiligen US-amerikanischen Botschafters im Einsatz und wurde erst 1991 ausgemustert. Er war dann jahrelang im Gleisvorfeld des Heidelberger Hauptbahnhofs abgestellt, bevor ihn die Georg Verkehrsorganisation GmbH (GVG) kaufte. 2007 erhielt das Fahrzeug eine Hauptuntersuchung durch die Regental Fahrzeugwerkstätten GmbH und wurde blau/beige umlackiert. Es ist heute in Karlsruhe hinterstellt.
(Abschnitt: Baureihe VT 088)
VT 33 801–803